# Neubrunn (Unterfranken)

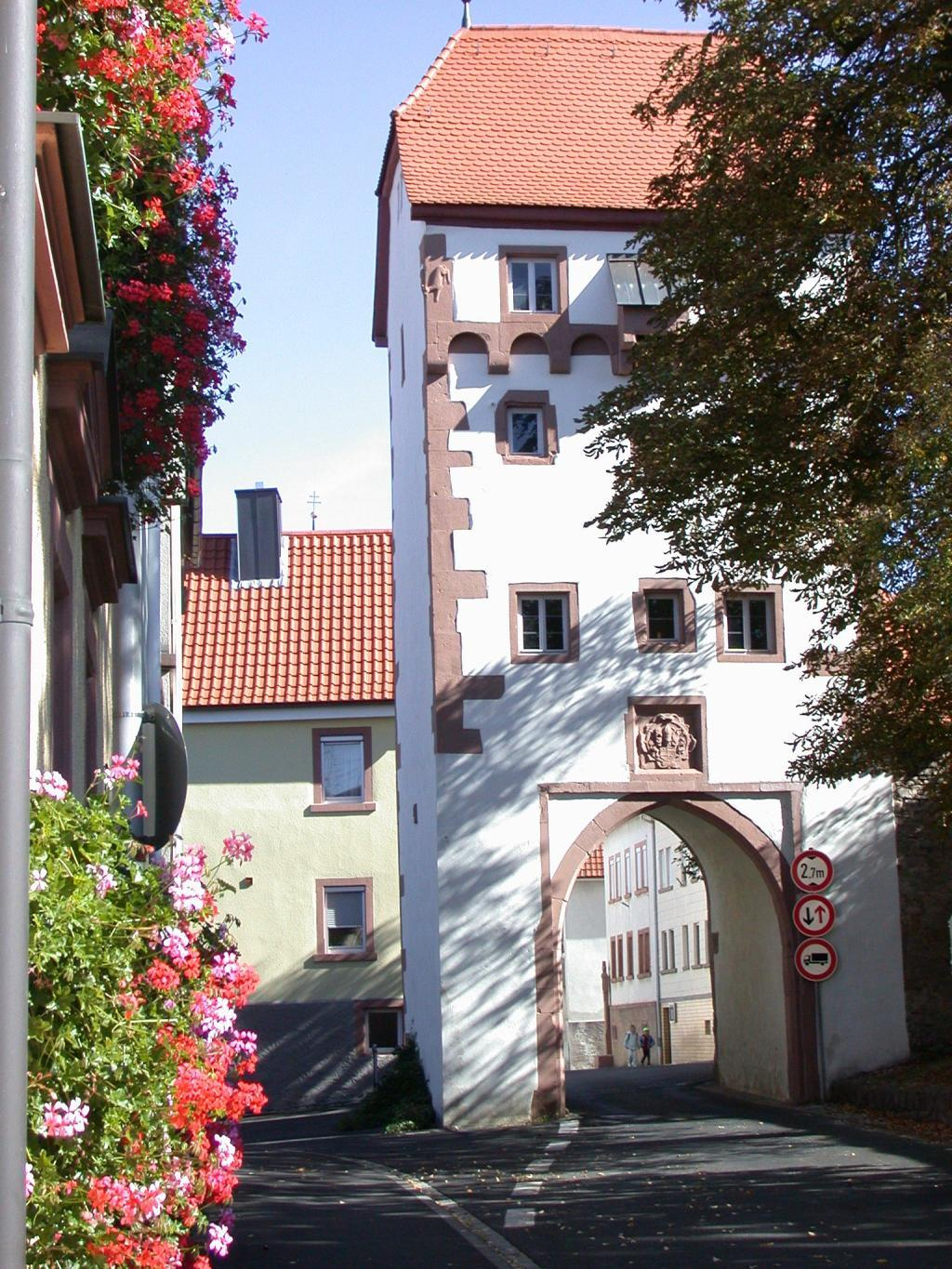
Neubrunn

Neubrunn (Unterfranken) este o comună-târg din districtul Würzburg, regiunea administrativă Franconia Inferioară, landul Bavaria, Germania.